# Pseudeustrotia albirena
Pseudeustrotia albirena là một loài bướm đêm trong họ Noctuidae.